# Гурко Роман Євгенович
Гурко́ Роман Євгенович (21 жовтня 1962, Торонто) — український режисер, композитор, диригент. Син Стефанії та Євгена Гурків. Член НСКУ (2004). Закінчив Торонтонський університет (теорія й історія музики, 1987), диригентські курси В. Колесника в Едмонтоні. 1988–1998 — асистент режисера Канадської оперної трупи (Торонто), у оперному театрі Лондона («Ковент-Гарден»), Амстердама, Монте-Карло, Вашингтона (Центр виконавчих мистецтв ім. Дж. Кеннеді). 1996 дебютував у м. Сполето (Італія) як головний режисер постановкою ораторії «Семела» Ґ. Генделя і співрежисер опери «Війна і мир» С. Прокоф'єва. Режисер опер «Дон Жуан» В.-А. Моцарта і «Летючий Голандець» Р. Ваґнера (Ванкувер, 2001–2002).
Автор церковних музичних композицій, постановок:
- «Аве Марія» (1979),
- «Літургія святого Іоана Златоуста» (2000),
- «Панахида жертвам Чорнобиля», 2001),
- «Літургія № 2» (2003),
- «Вечірня» (2005),
- «Світло зі Сходу» (1991)
- «Вибухи» (1993).

- Р. Сенькусь Енциклопедія сучасної України. — Т. 6. — Київ, 2006., стор. 659–660